# Eugaurax hystrix
Eugaurax hystrix är en tvåvingeart som först beskrevs av Oswald Duda 1930.  Eugaurax hystrix ingår i släktet Eugaurax och familjen fritflugor. Inga underarter finns listade i Catalogue of Life.